# Dédesi vár
A dédesi vár egy 13. században épült, ma erősen romos állapotú vár a Bükk-vidék északi részén, a Bükki Nemzeti Park területén.

## Elhelyezkedés és megközelítés
A dédesi vár Borsod-Abaúj-Zemplén vármegye nyugati részén, Nagyvisnyó és Dédestapolcsány közelében található a Bükk-vidék északi részén, a Bükki Nemzeti Parkon belül. A romvárat 2009 decemberéig az Eger–Putnok-vasútvonal segítségével lehetett elérni. Gépkocsival a Dédestapolcsányról Nagyvisnyó felé vezető műútról, a Szalacsi-sziklával szemben induló földúton közelíthető meg, mely a várerdőn keresztül lankásan halad fel a Várhegy és Kisvár közötti területre. A legrövidebb, de meredekebb út a Nagyvisnyó előtt 1,5 km-rel déli irányban elágazó erdészeti műút, melyről a várral egyirányban, a csemetéskertnél ágazik el egy erdei földút, mely felvisz a nyeregbe.
Itt a sárga, majd a kék L (vár) jelzésű túraúton lehet gyalogosan megközelíteni a várrom területét. A várhegy 597 méter magas, mészkő alapanyagú.

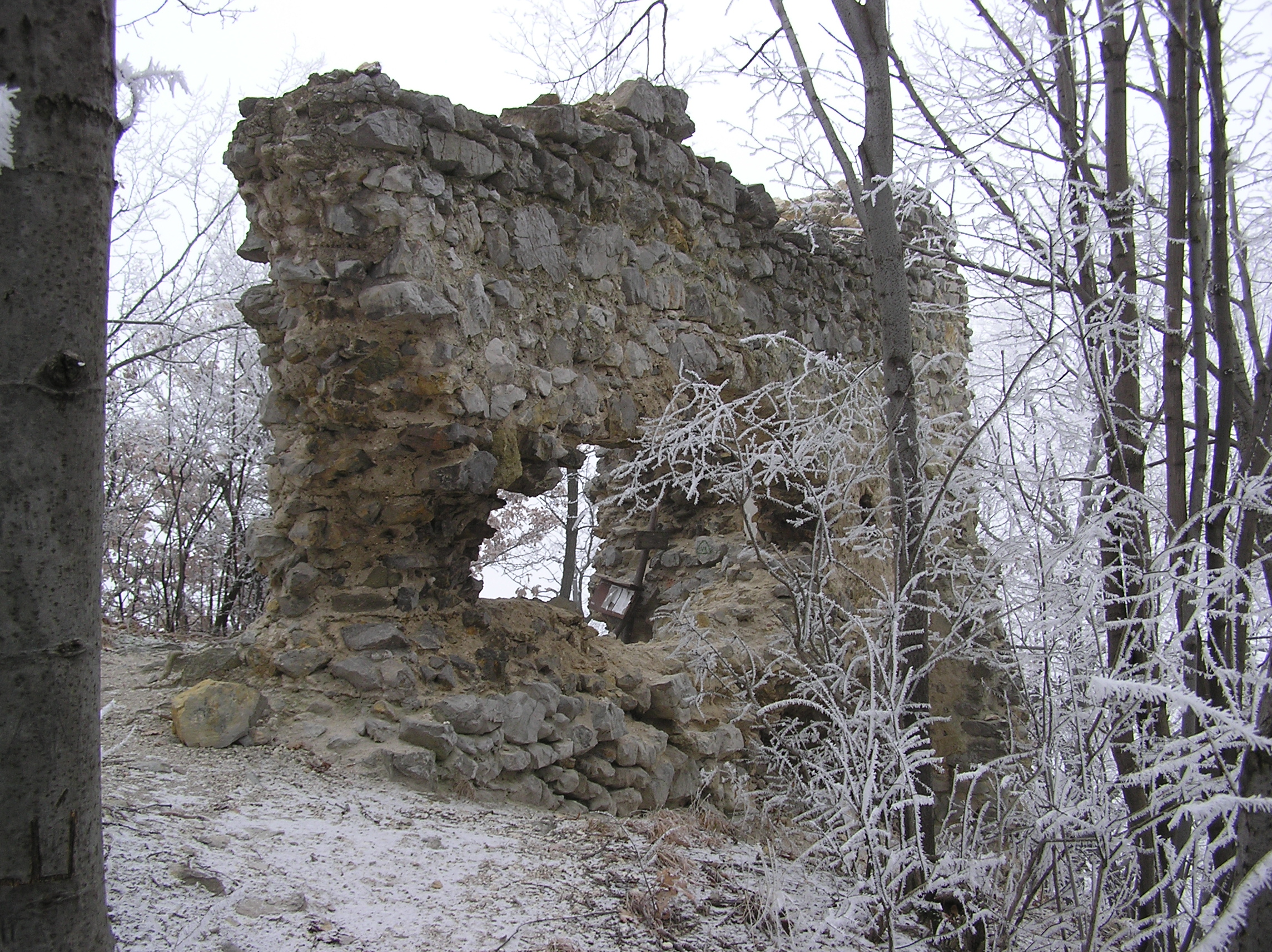
A dédesi várrom legjobb állapotban megmaradt bástyája

## Történeti áttekintés
Dédes vára a 13. században épült IV. Béla királysága idején, közvetlenül a tatárok kivonulása után. Építője Ákos nembeli Ernye bán, a király hűséges híve volt. 1247-ben Gergely fia Markus és Miklós, Zadur fia Jakab és Damiano segítséget kérnek a Miskócoktól, és eladják Dédeskő egy részét. A vár további említése 1254-ből való. Ernye fia István, a későbbi nádor – aki III. Endre halála után a szabad királyválasztás híve volt – nem tartozott Károly Róbert párthívei közé. Fiai az 1317-es debreceni csatában vereséget szenvedtek a király híveitől és Dédes várába menekültek. A várat a király hadvezére, Debreceni Dózsa vezetésével megostromolták és elfoglalták, a hűtlenkedőket fej- és jószágvesztésre ítélték. 1325-ben I. Károly a várat újraépítette és várnagyot helyezett bele. 1431-ben Borbála királyné Rozgonyi Istvánnak zálogosította el. 1439-ben Albert király visszavette és a Palóczyaknak adta. A Palóczy család egészen 1526-ig birtokolta a várat, mígnem a család utolsó férfi tagja, Palóczy Antal a mohácsi csatában elesett. Ezt követően a Dobó és Perényi család vitázott a vár tulajdonlásán, amely 1526 után János királyhoz került. Az uralkodó 1537-ben adományozta Perényi Péternek a várat és birtokait. A dédesi vár fennhatósága alá tartozott Dédes és Sajószentpéter mezőváros, valamint Tardona, Nagyvisnyó, Tapolcsány, Mályinka, Szilvásvárad és Rátótföldje. Perényi Péter fia, Perényi Gábor utód nélkül halt meg, így a vár Erdőhegyi Boldizsár birtoka lett.
A várat 1567. április 1-jén kezdték el ostromolni a törökök Hasszán temesvári pasa vezetésével. A várat kezdetben Kávásy László, majd ennek halála után Bárius (Bory) István várnagy védte. Noha 15 napig bámulatos ellenállással harcoltak a várvédők az óriási túlerővel szemben, a fogyatkozó készletek mellett egyetlen esély maradt: a menekülés. A vár parancsnoka a megmaradt puskaport a vártorony alá hordatta össze, majd a védők egy rejtett alagúton elhagyták az erődöt. A kanóc tüze akkor ért a puskaporhoz, amikor a törökök diadalittasan berontottak a várba. Az építmény több száz török katona sírjává vált. Hasszán pasa bosszúból a vár megmaradt részét is leromboltatta, és innentől kezdve a dédesi vár romvárként van nyilvántartva.
A vár egy bástyájának sarokfalai még láthatók, illetve az egykori erőd helyén több helyen várfalmaradványok tűnnek elő a bokrok közül. Ezek állapota igencsak leromlott.

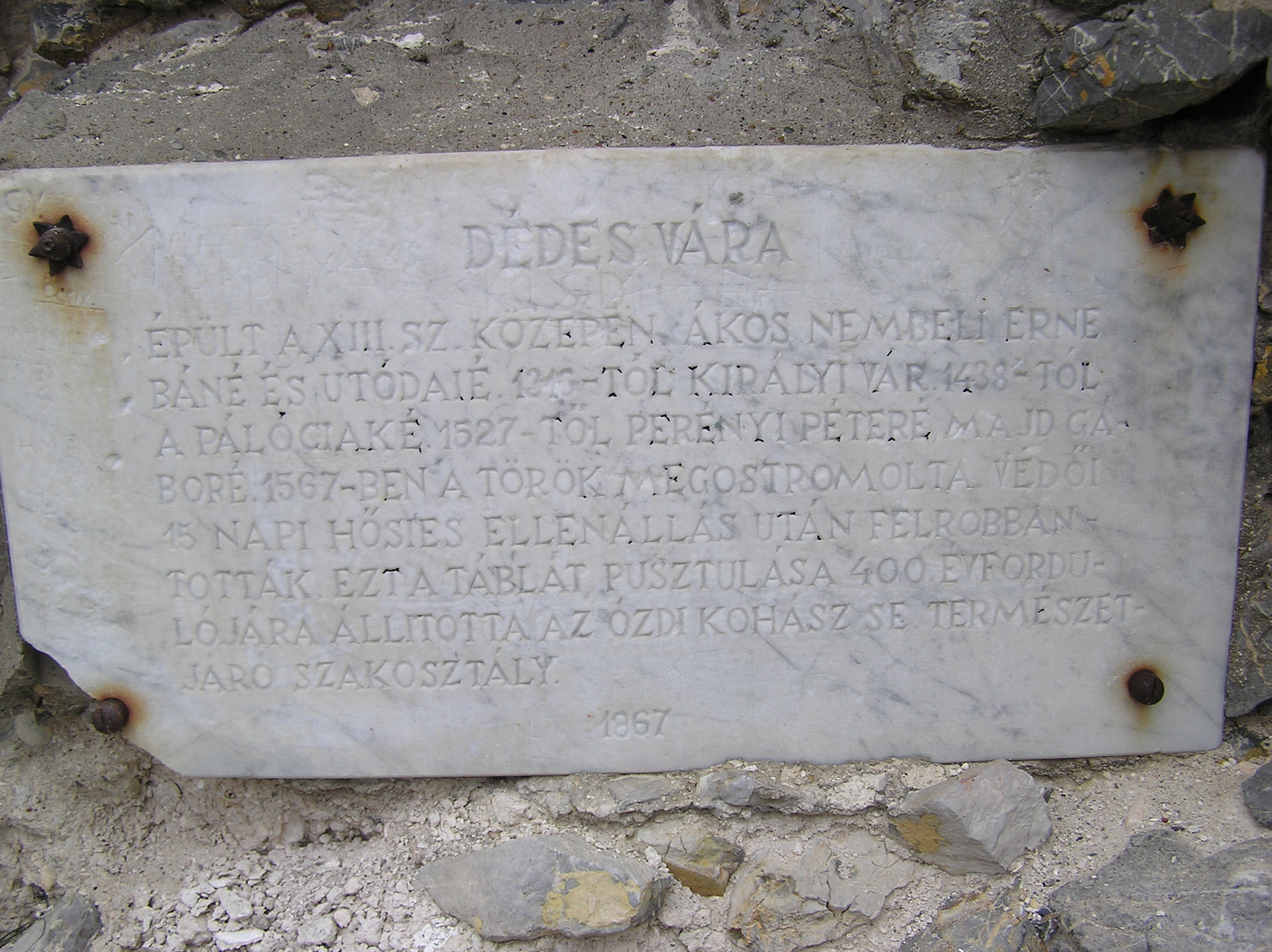
A dédesi vár pusztulásának 400. évfordulójára elhelyezett emléktábla

## A vár területe
A vár észak–déli hosszanti tengelye 70 m, a déli legszélesebb része 20 m, míg az északi végén alig 5 m-re szűkül össze. Az északi fele 4 m-rel alacsonyabban fekszik a keskeny, 5–6 m széles mészkőszikla-vonulaton, 30 m hosszúságban. Ennek nyugati, oldalán három szakaszban 1–2 m magas falomladékot látni. A keleti oldalát csaknem függőleges sziklafal zárja le.
A déli fele területileg ettől eltérő, 40 m hosszú és 20 m széles, téglalap alakú, s ez az északi résztől 4 m-rel magasabban fekszik. Keleti oldalát 16 m hosszú és 3–4 m magas fal zárja le, mely derékszögben  6 m hosszúságban folytatódik az északi oldalon. A délnyugati sarokban találni az egyetlen, nagyobb méretű, szabadon álló sarokfalat. E fal nyugati oldala 8 m hosszú, a déli rész 2 m. A magassága 6 m. Egy ablaknyílás és a szintet elválasztó gerendázat helye is látható benne. E fal már igen omló állapotban van, különösen az alsó részen, s ezért állagmegóvás nélkül nem sokáig küzd az időjárás viszontagságai ellen. A falazat a helyszínen található mészkőből habarccsal épített.
E terület közepén egy 3,5 m mély és 4 m széles, szabályos négyzet alakú bemélyedés van. Helyenként égetett vörös téglával volt kifalazva. A falazat sok helyen már leszakadt. Valószínű a vár ciszternája lehetett.
A vár egész területe bokrokkal, fákkal benőtt, több helyen a falak omladékai borítják. A déli és nyugati oldal egy részén a vár szintjétől 10 m-re, a hegyoldalban vízszintes padka húzódik, ami valamikor árok is lehetett, amit a faltörmelékek tömtek be.

## Védelmi rendszere
A Várhegy magasan uralja a Bán-völgyét. Északi és keleti oldala igen meredek, helyenként csaknem függőleges mészkő szikla. A déli és nyugati oldal lankásabban ereszkedik alá a völgybe. Ezen az oldalon maradtak fenn a falrészek, mert valószínű ezek vastagabbak erősebbek voltak. Erről az oldalról lehetett könnyebben megközelíteni a várat. Ez az oka annak is, hogy a hegyoldalban itt árkot vagy levágást készítettek. Ezen az oldalon a hegyoldalban lejjebb is megfigyelhetők ehhez hasonló bevágások. Ez szolgálhatott feljáróul is.

## Műemlékvédelem
A megmaradt egyik bástya romjain az Ózdi Kohász Sport Egyesület Természetjáró Szakosztálya 1967-ben emléktáblát helyezett ki, amely a vár pusztulásának 400. évfordulójának állított emléket.
A dédesi várrom megmaradt részei a XXI. század elejére igen lepusztult állapotba kerültek. 2008 nyarán a balesetveszélyessé vált egyik, a vár legjellegzetesebb bástyáját a Kulturális Örökségvédelmi Hivatal korláttal vette körül, illetve a leginkább omló falrészt fenyőrudakkal megtámasztotta. Sajnos ennek ellenére a bástya egy falszakasza 2010-re leomlott, a terület több része is balesetveszélyessé vált. (Az omlással együtt az 1967-es emléktábla is összetörött.)
A Széchenyi 2020 program keretein belül Magyarország Kormánya a kedvezményezett Bükki Nemzeti Park Igazgatósága részére Európai Uniós forrásból a Földvárak, tájképi és kulturális értékeink - Földvárak természet- és tájvédelmi rehabilitációja a BNPI területén című, KEHOP-4.1.0-15-2016-00030 jelölésű támogatásából állagmegóvó munkákat rendelt meg a dédesi várrom területén. Ennek keretében a leomlott bástya részben helyreállításra került, nagyjából a század első éveiben látható falmagasságot visszaállították, de a kornak megfelelő kötőanyagokkal stabilizálták a falakat, amelyek így remélhetőleg hosszabb távon is fennmaradnak.
A várrom felé az új zöld kilátó túrajelzést vezették el, amely a Verepce-tető más látnivalóit is feltárja a túrázók számára, illetve a várrom látványosabb helyszíneire is elvezet. Ezzel összefüggésben a korábbi nyugati feljáró helyett délről induló, majd a várrom keleti oldalán felkapaszkodó túraút került kialakításra. Ezzel egyrészt a nem kívánt erózió is csökken a fokozottat védett területen, másrészt a várrom megközelítése is biztonságosabb. Az érintett túraszakaszokon a Nemzeti Park korlátokat és lépcsőket is kialakított, amely növeli a biztonságot, és megóvja a területet a közlekedésből adódó hatásoktól.  

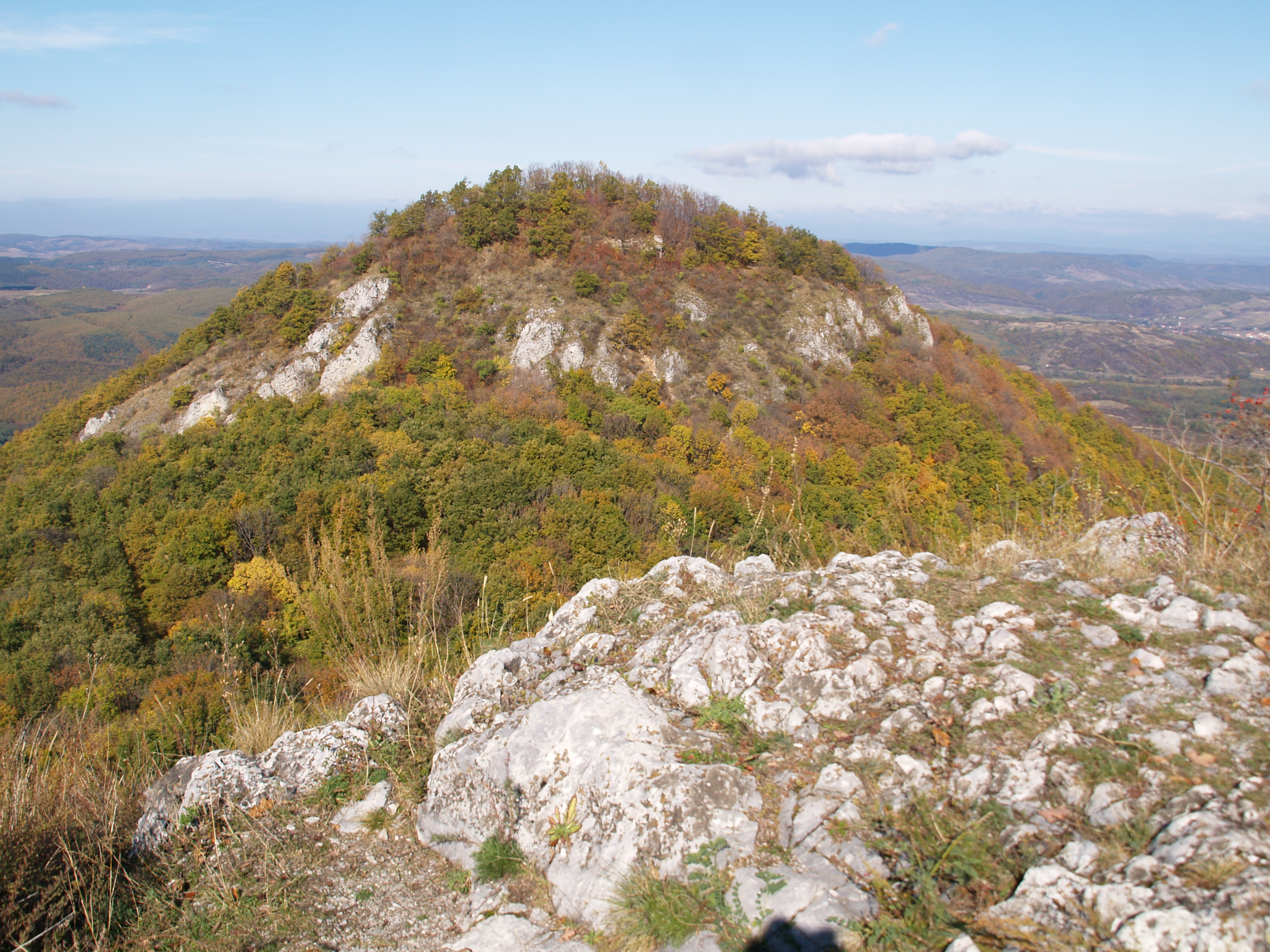
Dédes Várhegy a Kisvár nevű csúcsról nézve ősszel

## A Kisvár
A tájat messziről meghatározza a dédesi Várhegy mellett található, lényegesen kisebb mészkő szikla, az 594 m magas Kisvár. Ez a hegy is a vár részét képezte. Egy kisebb fellegvár állhatott rajta amit sáncok kötöttek össze a másik várral.
Ma sokan használják falmászásra a területet. Jelenleg (2023. augusztus) nem látogatható, lezárt terület, amire tábla is figyelmeztet illetve kihelyezett kamera is ellenőrzi a szabály betartását. Valószínűleg egy vándorsólyomfészkelőhely miatt zárták le.[forrás?]

## Érdekességek
Karczag György író nagy rajongója volt a dédesi várnak. Zúgó nyilak c. történelmi regénye mutatja be Ernye bán - a vár építtetőjének - kalandos életét, az írói képzelet eszközeivel kiegészítve az ismert történelmi tényeket. A könyvet 1970-ben jelentette meg a Móra Ferenc Könyvkiadó. Karczag szédületes karrierként ábrázolja Ernye életútját - „Ákos nembeli Ákos egy jobbágylánytól született törvénytelen fia a meghalt, törvényes utóddal »elcserélt gyerek«, nemesúrfi, apród, majd palotástiszt lesz II. András esztergomi udvarában, IV. Béla megmentője egy összeesküvés során, majd hadvezére a muhi ütközetben, végül az elmenekült király nélkül maradt, tatárdúlta országban a nép vezérlője és csaknem új uralkodója -, a hős útjának leírása módot ad neki a tizenharmadik század Magyarországának úgyszólván teljes körű bemutatására urakkal és szolgákkal, keresztényekkel és pogányokkal, magyarokkal és tatárokkal, várossikátorokkal és rengeteg erdőkkel.”

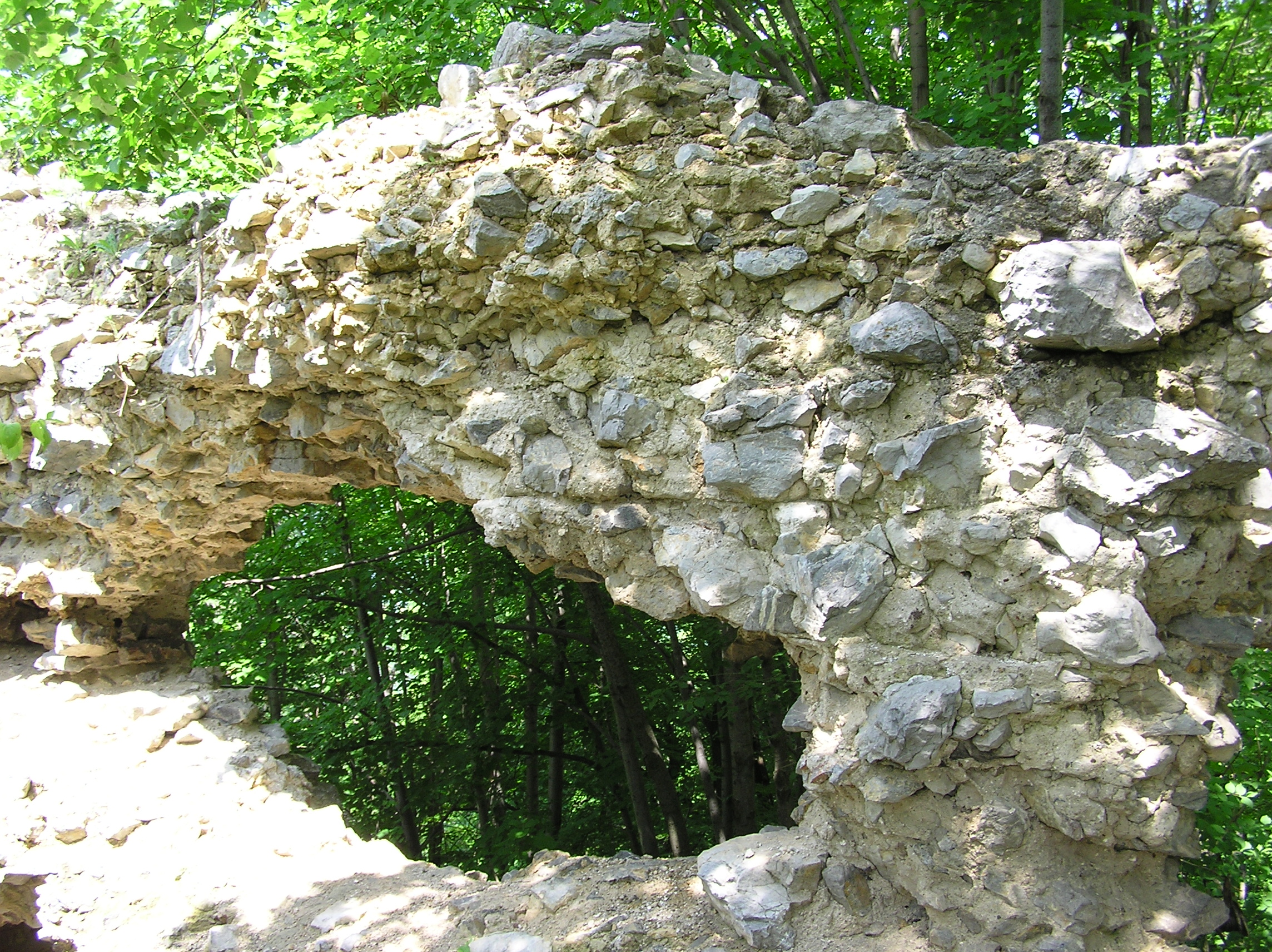
Dédesi várrom részlete

Öt éve már, hogy minden esztendőben néhány hetet, olykor egész hónapot a Bükkben töltök. Igyekszem megismerni, múlt századaiba merülni. (...) Bárhol jártam, mindig Dédesre tértem vissza. Vonzott a több lépcsős, meredek kettős hegy, átellenben a Kisvárheggyel. Hegynek elég hegy, de várnak nyoma sincs ott. Dédes erődje omlás áldozata lett. Maradványait fiatal fák rejtik az oldalban. Elképzelem bástyákkal, kapukkal, hasas toronnyal, parádés hadinéppel. Ákos nemzetség alatt volt első virágzása. Mondják, Ernye bán építtette, akárcsak Diósgyőrt, bár az alapkövek korábbról valóak. A pusztulás után egy ideig martalócfészek volt, Zsigmond korában a Rozgonyiaké lett (...) Itt láttam álmomban Ernye bán alakját. A legenda úgy tartja, ahogy az alkony elérkezik, feltűnik fekete lován, az viszi páncélos urát időn és téren át..